# Лафонтен, Рита
Рита Лафонтен (фр. Rita Lafontaine; 8 июня 1939, Труа-Ривьер, Квебек, Канада — 4 апреля 2016, Монреаль, Квебек, Канада) — канадская актриса.

## Биография
В конце 1960-х годов Рита Лафонтен дебютировала в театре вместе с Мишелем Трамбле, с которым ещё долгое время поддерживала деловые отношения. Она сыграла в его пьесах более 10 ролей.
Лафонтен дебютировала в кино в 1972 году. Она играла в таких фильмах, как «Кот-проныра», «Секрет Ноэми», «Моя прекрасная глушь» и «Идеальный мужчина». В 2014 году она сыграла в эпизоде канадского телесериала «Травма».
Лафонтен — обладательница четырёх премий «Жемо». В 2004 году она была номинирована на премию Жютра за работу в фильме «Моя прекрасная глушь». В 2005 году Лафонтен стала офицером ордена Канады.
Лафонтен была замужем за актёром Жаком Дюфуром. Их дочь, Эльза Лессонини, также ставшая актрисой, умерла от рака в 2013 году. Лафонтен умерла 4 апреля 2016 года во время операции на кишечнике.

## Избранная фильмография
| Год  |   | Русское название | Оригинальное название | Роль            |
| ---- | - | ---------------- | --------------------- | --------------- |
| 1985 | ф | Кот-проныра      | Le matou              | мадам Буассоно  |
| 2009 | ф | Секрет Ноэми     | Noémie: Le Secret     | мадам Люмбаго   |
| 2014 | с | Травма           | Trauma                | Гайлейн Маркотт |